# Muzsna község
Muzsna község (románul: Comuna Moşna) község Szeben megyében, Romániában. Központja Muzsna, beosztott falvai Nemes és Szászalmád.

## Fekvése
Szeben megye északi részén helyezkedik el, Medgyestől 10, Nagyszebentől 66 kilométerre. A DJ 141 megyei úton közelíthető meg. 

## Népessége
1850-től a népesség alábbiak szerint alakult:
| Lakosok száma | 2663 | 2793 | 2875 | 3065 | 3569 | 3730 | 2744 | 3251 | 3335 | 2939 |
|               | 1850 | 1880 | 1900 | 1920 | 1941 | 1977 | 1992 | 2002 | 2011 | 2021 |

A 2011-es népszámlálás adatai alapján a község népessége 3335 fő volt, melynek 81,08%-a román, 12,59%-a roma, 1,65%-a magyar és 1,53%-a német. Vallási hovatartozás szempontjából a lakosság 87,41%-a ortodox, 3,63%-a pünkösdista, 1,74%-a a Keresztyén Testvérgyülekezet tagja és 1,05%-a a román evangélikus egyházhoz tartozik.

## Nevezetességei
A község területéről az alábbi épületek szerepelnek a romániai műemlékek jegyzékében:
- a muzsnai erődtemplom (LMI-kódja SB-II-a-A-12471)
- a muzsnai evangélikus parókia (SB-II-m-B-12472)
- Muzsna történelmi központja (SB-II-a-A-12470)
- a nemesi erődtemplom (SB-II-a-A-12476)
- a szászalmádi erődtemplom(wd) (SB-II-a-A-12309)

## Híres emberek
- Stephan Ludwig Roth lelkész, író, publicista, politikus 1837–1847 között Nemesen, 1847–1849 között Muzsnán végezte lelkészi szollgálatát.